# Kotschya thymodora
Kotschya thymodora es una especie de planta floral del género Kotschya, tribu Dalbergieae, familia Fabaceae.

## Distribución
Se distribuye por Malaui, Mozambique, Tanzania, Zambia y Zimbabue.

## Taxonomía
Fue descrita por (Baker f.) Wild y publicada en Kirkia 4: 159 (1964).